# Miquel Gayà i Sitjar
Miquel Gayà i Sitjar (Sant Joan, 1917 - Palma, 1998), escriptor i poeta mallorquí considerat el darrer representant de l'Escola Mallorquina, si bé cronològicament ja està situat entre els poetes de post-guerra.

## Biografia
Miquel Gayà va néixer el 3 d'abril de 1917 a la Pleta de Son Castanyer (Porreres) i allí li ensenyaren les primeres lletres els seus pares fins que anà a viure a Sant Joan als nou anys. Als deu anys el portaren a Santuari de Lluc i allí formà part de l'escolania dels blauets. Després de dos cursos passà a Sant Honorat al Puig de Randa i el febrer de 1934 entra a La Missió de Palma per anar després continuar els seus estudis als Paüls de Bellpuig, a Catalunya.
L'estada i formació a Catalunya el marcaren profundament i la seva vocació religiosa anà donant pas a la seva vocació literària. Va començar a publicar els primer articles al setmanari El luchador i el contacte amb Rafel Ginard va fer que escrigués els seus primers poemes d'una manera més seriosa. El novembre de 1935 fou admès com a soldat voluntari al Cos d'Enginyers i destinat a Sóller. Allí va fer amistat amb poetes i periodistes com Guillen Colom i Miquel Arbona.
Del seus primers poemes en seleccionà set i els féu imprimir en un fullet de vuit pàgines titulat Del ritme de ma vida. El 1938 publica l'opuscle El P. Jaume Rosselló, missioner dels Sagrats Cors, que havia escrit durant el seu servei militar. A finals d'aquell any és convidat a les lectures literàries que tenien lloc a casa dels germans Marià i Mercè Massot Planes i del poeta Guillem Colom.
El març de 1943 és llicenciat del servei militar i quedà a residir a Palma. Mentrestant, treballà a la impremta Politècnica. Abans de la primavera de 1944 féu una selecció dels seus poemes i en trià deu per fer una edició de dos-cents exemplars que titulà L'atzur il·luminat, en la línia de l'Escola Mallorquina. L'any següent es casà amb Amàlia Bonnín Aguiló i fou convidat a Barcelona per obrir el curs de l'associació Amics de la Poesia. Allí llegí una selecció de poemes que  el 1946 serien publicats a Breviari d'amor.
A partir de 1948 va col·laborar amb La Almudaina, El Correo de Mallorca i Baleares. El 1962 inicià la seva col·laboració a la revista Lluch i el 1962 aconseguí introduir una secció en català. El 1968 passà a ser secretari de redacció de la revista, amb funcions gairebé de director, fins a l'any 1972.
Des de 1954 passà una vintena d'anys sense publicar poesia, però va iniciar una etapa dedicada a la investigació dels poetes mallorquins que l'havien precedit: Miquel Costa i Llobera, Miquel Ferrà, i Joan Alcover. Entre d'altres llibres, publicà diversos epistolaris, traduccions de Lamartine i André Rivoire i el volum autobiogràfic Històries i memòries (1986).
L'any 1980 fou escollit acadèmic de número de la Reial Acadèmia de Belles Arts de Sant Sebastià, de Palma i nomenat membre de la Reial Acadèmia de les Bones Lletres de Barcelona. És premiat per l'Obra Cultural Balear i li atorga el Premi Josep Maria Llompart a l'edició de 1994. L'any 1996, l'Institut d'Estudis Baleàrics va publicar el llibre biogràfic Una trajectòria de serenitats estètiques a càrrec de Joan Maimó i Vadell. A més, el 16 de març del mateix any fou nomenat Fill Predilecte de la vila de Sant Joan.

## Obra
- L'atzur il·luminat (1944)
- Breviari d'amor (1946)
- Ruta dels cims (1951)
- Poema de l'Ave Maria (1953)
- Vuit poemes d'André Rivoire (1946 i 1959)
- Miratges del record (1975)
- La poesia de Miquel Ferrà (1960)
- L'intimisme poètic de Guillem Colom (1978)
- La lletra i l'esperit: estudis i parlaments (1978)
- Històries i memòries (1986)

Epistolaris:
- Contribució a l'epistolari de Miquel Costa i Llobera (1964)
- Contribució a l'epistolari de Joan Alcover (1978)
- Epistolari de Miquel Ferrà a Maria Antònia Salvà (1998)
- Epistolari de Maria Antònia Salvà a Miquel Ferrà (2006)